# Jean-Baptiste Barrière (1958-)
Pour les articles homonymes, voir Barrière et Jean-Baptiste Barrière.
Jean-Baptiste Barrière, né le 2 janvier 1958 à Paris, est un compositeur et artiste multimédia français.

## Biographie
Il a fait des études de musique, de philosophie, d'histoire de l'art, et de logique mathématique (doctorat de philosophie de l'université Paris-I Panthéon-Sorbonne). Parallèlement à la composition, il mène une carrière à l'Ircam où il a d'abord été chercheur à partir de 1981, dans le cadre des projets Chant (synthèse de la voix chantée par ordinateur) et Formes (contrôle de la synthèse et composition avec ordinateur), puis de 1984 à 1987, il a dirigé la Recherche musicale, et à partir de 1989, la Pédagogie, et de 1993 1997, la Création. Depuis l'été 1998, il a quitté l'Ircam pour se consacrer entièrement à la création.
Sa pièce Chréode a gagné le prix de la musique numérique du Concours international de musique électro-acoustique de Bourges en 1983, et est éditée chez Wergo. Il a composé la musique de plusieurs spectacles multimédia, dont Collisions (avec Kaija Saariaho) mis en scène par Pierre Friloux et Françoise Gedanken, créé en 1984 dans le cadre du festival Ars Electronica à Linz.
Il a composé la musique de 100 Objects to Represent the World, un spectacle de Peter Greenaway créé au festival de Salzbourg en août 1997, et qui continue à tourner dans le monde entier depuis lors.
Il a aussi réalisé la musique de nombreuses installations interactives et de réalité virtuelle dont Venus Hybrid, une sculpture/fontaine avec images de synthèse de Pierre Friloux, pour le festival international de New York, exposée durant tout l'été 1988 à l'intérieur du pont de Brooklyn, puis au Festival de Montréal l'année suivante. En 1995, il a réalisé la partie sonore et musicale de l'installation de réalité virtuelle Le Messager de Catherine Ikam et Louis Fléri, présentée dans le cadre de l'exposition Cité-Ciné 2, puis en 1996, celle d'Alex, présentée dans le cadre du Festival de l'Ircam. 
À partir de septembre 1996, il entame une collaboration avec Maurice Benayoun pour qui il a composé la musique de plusieurs installations de réalité virtuelle telles que : World Skin, créée au festival Ars Electronica en septembre 1997 et prix Ars Electronica de l'Art interactif 1998, ainsi que Le Tunnel Paris-New Delhi, pièce de télévirtualité entre la Cité des Sciences à Paris et l'Inde, créée en janvier 1998 à l'occasion des célébrations du cinquantenaire de la République indienne ; Crossing Talks, commande de l'Inter Communication Center de NTT à Tokyo créée en octobre 1999 ; Art Impact commande de oraos.com créée au centre Georges-Pompidou en juin 2000 ; Labylogue, commande de la Mission 2000 pour l'exposition en réseau Tu parles, le français dans tous ses états, en collaboration avec l'écrivain Jean-Pierre Balpe à Bruxelles, Dakar, et Lyon ; et Planet of Visions, un pavillon conçu par François Schuiten pour l'Exposition universelle de Hanovre (juin à octobre 2000), La membrane interactive de l’exposition L'Homme transformé de la Cité des Sciences et de l'Industrie à Paris en 2001, conçue par Joël de Rosnay ; SoSoSo, commande du ZKM de Karlsruhe pour l’exposition Future Cinema en novembre 2002, présentée en création française à la Gaîté-Lyrique en mars 2003 ; Cosmopolis, dans le cadre de l’année France-Chine, à Shanghai puis en tournée pendant plusieurs mois en Chine en 2005 ; Emotion Vending Machine pour le Transmediale de Berlin en février-mars 2006.
Il a été responsable musical du parcours multimédia de l'abbaye de Fontevraud inauguré à l'automne 2001 pour les cérémonies du 900e anniversaire, comprenant diverses interventions musicales, notamment une installation dans le cloître de l'abbaye.
Il a conçu et dirigé la réalisation du cédérom Prisma, l'univers musical de Kaija Saariaho, qui a remporté le grand prix multimédia Charles-Cros 2000.
Il développe, avec Pierre-Jean Bouyer, le cycle d'installations et performances sonores et visuelles Reality Checks, dont Autoportrait in motion, commande du musée d'art contemporain de Zurich, créé le 30 janvier 1998, et qui a été présenté depuis dans différents musées dont la Triennale de Milan, et au Forum des images à Paris en novembre 1999, où l'œuvre était reliée à une installation sur Internet, Autoportraits Nomades présentée par Hic et Nunc pendant un an sur le site de Canal+.
Cellitude, pour violoncelle et traitement de l'image et du son, est disponible sous forme de enhanced-cd sur www.petals.org.
Time Dusts, commande du GRM de l'INA, pour percussions et traitements de l'image et du son a été créée par Thierry Miroglio au Grand auditorium de Radio France en avril 2001.
Poursuite du vent, le puits aux vanités, une installation visuelle et musicale commandée par l'abbaye de Maubuisson dans le cadre de l'exposition Simulation, y a été présentée du 3 juin au 1er décembre 2002.
Il a réalisé, avec le chorégraphe Jean-Claude Gallotta, Les Fantômes du temps, un spectacle multimédia pour 11 danseurs, 1 percussionniste, traitement du son et de l’image, créé le 29 novembre 2002 à Grenoble ; et Violance, spectacle multimédia pour violon, voix d’enfant, traitement du son et de l’image, d’après Le Massacre des innocents de Maurice Maeterlinck, créé le 16 mai 2003 à La Criée de Marseille et commande d’État pour le festival Les Musiques du GMEM.
Récemment, il a créé la partie visuelle, commande du Festival de Berlin (de), de l’opéra L'Amour de loin de Kaija Saariaho, présentée à la Maison du festival de Berlin (de) puis au théâtre du Châtelet en mars 2006, ainsi que Deux Songes de Maeterlinck d’après Bruegel, un spectacle à partir de textes de Maeterlinck, inspirés des toiles de Brueghel (alias Bruegel), créé à Marseille en mai 2007. Il a aussi réalisé la partie visuelle de L'Enfant et les Sortilèges de Maurice Ravel, commandée par l'orchestre symphonique de Montréal et Kent Nagano, dont la première a eu lieu en septembre 2006.